# Georg Ebers

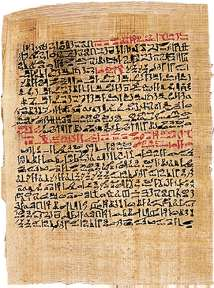
Papir Ebers amb tractament per al càncer.

Georg Moritz Ebers (1 de març de 1837, Berlín - 7 d'agost de 1898, Tutzing, Baviera) va ser un egiptòleg i novel·lista alemany que va descobrir un papir mèdic en egipci antic, datat al voltant del 1550 aC que va ser nomenat en el seu honor el papir Ebers, i que és considerat com un dels papirs mèdics més importants de l'antic Egipte. De fet, és un dels documents mèdics més antics del món. L'altre és el papir Edwin Smith (datat al voltant del 1600 aC).
Va estudiar jurisprudència a Göttingen, i llengües orientals i arqueologia a Berlín. Després d'especialitzar en egiptologia, va passar a ser professor de llengua egípcia i antiguitats a Jena a 1865. El 1870 va ser nomenat professor a Leipzig, des d'on va realitzar dos viatges científics a Egipte. El seu primer treball d'importància,Ägypten und die Bücher Moses, (Egipte i els llibres de Moisès) va aparèixer publicat el 1867 - 1868. El 1874 va editar i va mostrar el Papir Ebers, que havia descobert a Tebes.
Ebers va ser dels primers a concebre la idea de popularitzar la tradició egípcia mitjançant la difusió de novel·les històriques. Eine Ägyptische Königstochter (Una princesa egípcia) es va publicar a 1864 i va aconseguir un gran èxit. Les seves següents obres, del mateix tipus, Uarda (1877),Homo sum (1878),Die Schwestern ( La germana) (1880), Der Kaiser ( L'Emperador) (1881), en què l'escenari eraEgipto en l'època d'Hadrià.  Serapis (1885), Die Nilbraut (La núvia del Nil) (1887), i Kleopatra (1894), també van ser ben rebuts. Aquests llibres van contribuir en gran manera a familiaritzar els lectors amb els descobriments dels egiptòlegs. Ebers també va escriure obres de ficció històrica ambientades en altres èpoques-especialment el segle XVI:Die Frau Bürgermeisterin, (L'alcaldessa) (1882); Die Gred, (1887)-que, tanmateix, no aconseguirien l'èxit de la sèrie sobre l'antic Egipte.
La resta de la seva obra inclou un treball descriptiu sobre Egipte:Aegypten in Wort und Bild, (Egipte en paraules i imatges) (1880), una guia d'Egipte (1886) i una biografia (1885) del seu antic professor, el famós egiptòleg Karl Richard Lepsius. El seu estat de salut el va portar a retirar-se en 1889 del seu lloc de treball a Leipzig.
Les Gesammelte Werke ( Obres completes) d'Ebers es van publicar en 25 volums a Stuttgart (1893 - 1895).